# Юзвик Сергій Володимирович
Сергій Володимирович Юзвик (нар. 22 серпня 1996, Житомир) — український сесійний барабанщик, піаніст, музичний продюсер, аранжувальник, викладач. Працював з такими виконавцями, як Alekseev, Ірина Білик, Kazka, Kola, Вєрка Сердючка, ВІА Гра та ін. Є світовим ендорсером таких компаній, як Paiste та SE Electronics. Також має творчий псевдонім Yuzvik. Під цим псевдонімом він записує та випускає треки на цифрових музичних платформах.

## Життєпис

### Ранні роки
Сергій Юзвик народився 22 серпня 1996 року в Житомирі, Україна, в родині музикантів. Його батько — Володимир Юзвик, хормейстер. Мати — Людмила Обухова, піаністка, викладала в Житомирському педагогічному університеті.
У 2018 році Юзвик закінчує бакалаврат Київського інституту музики ім. Р. М. Глієра за спеціальностями: оркестр, ансамбль, ударні інструменти, викладач професійно-освітнього закладу (естрадно-джазовий), диригент.

### Творчість
У 2006 році Сергій Юзвик вступив до музичного училища в Москві в Державний музичний коледж естрадного та джазового мистецтва, але потім перевівся до музичного училища ім. Гречанінова, де приєднався до дитячого ансамблю «Джаз-Пік».
Першим джазовим ансамблем, в якому почав брати участь Сергій, був «Джаз-Пік» під керівництвом заслуженого працівника культури Російської Федерації Петра Петрухіна. На той час «Джаз-Пік»був досить відомим дитячим джазовим ансамблем як у Москві, так і за її межами, разом з ним Сергій почав брати участь у міжнародних конкурсах і фестивалях, завойовувати різні призи, був учасником кількох музичних фондів. У цьому ансамблі майже стовідсоткову частину програми складали американські джазові стандарти. Закінчив музичне училище у 2010 році з червоним дипломом.
У 2016 році Сергій Юзвик разом з музикантами Андрієм Чмутом та Михайлом Остапенком створив Smooth Operation — smooth-джазовий колектив з 4 саксофонами та повноцінною ритм-секцією. Того ж року відбувся перший концерт у київському клубі 44 та виступ на міжнародному фестивалі Leopolis Jazz Fest (стара назва Alfa Jazz Fest). Через рік Smooth Operation дають кілька концертів на найбільших майданчиках Києва.
На фестивалі Leopolis Jazz Fest (Alfa Jazz Fest) у 2016 році Сергій брав участь у складі Unstitute Big Band під керівництвом Дениса Аду (труба) разом з легендою джазу Майком Абене (США), чиї аранжування можна почути у складі WDR Big-band та GRP All Star Big Band.

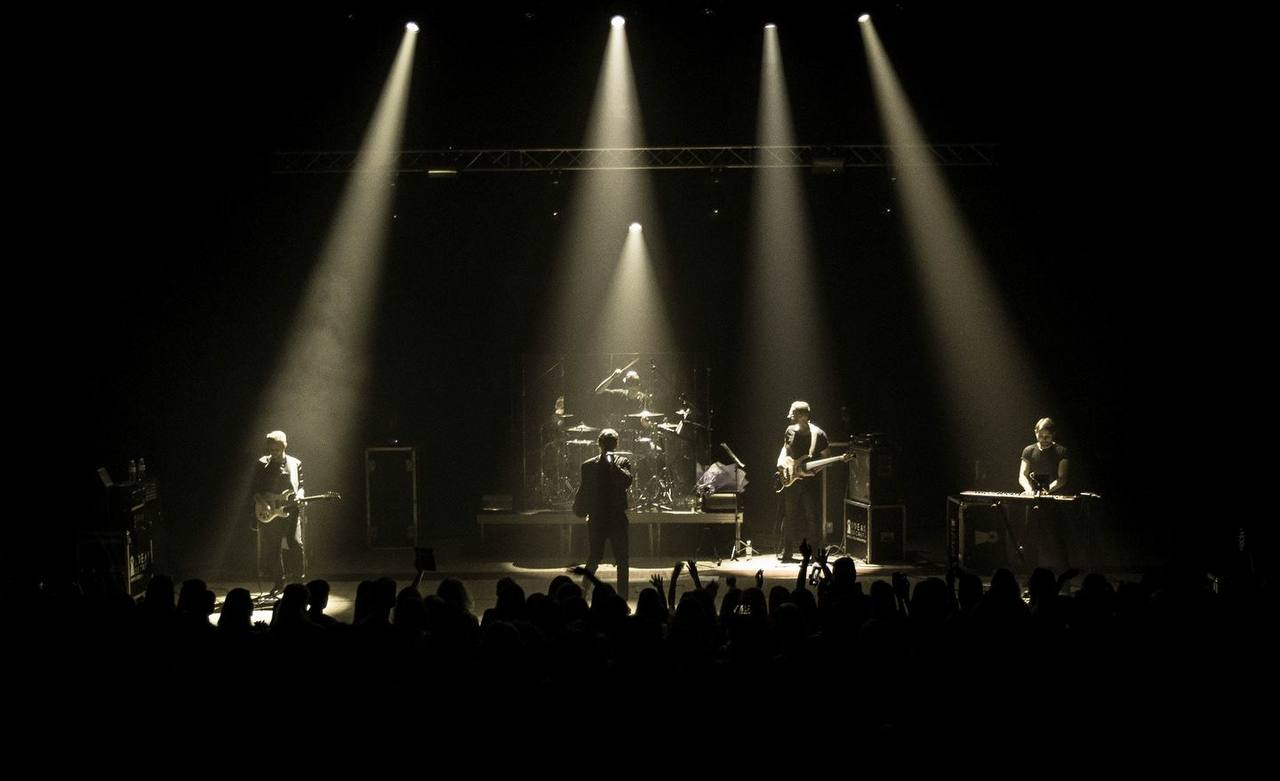
Під час концерту Alekseev

У 2017 році Сергій Юзвик стає основним барабанщиком артиста Alekseev, хіт якого набрав 80 мільйонів переглядів на YouTube. У 2018 році починається підготовка до туру «Без гриму, все найкраще про кохання» народної артистки України Ірини Білик, який присвячений 50-річчю артистки. Тур тривав 2 місяці і відвідав 30 міст, в тому числі 3 концерти в Палаці «Україна». Після цього туру Сергій стає постійним барабанщиком Ірини Білик, а в наступні роки відбуваються ще 2 українських тури.

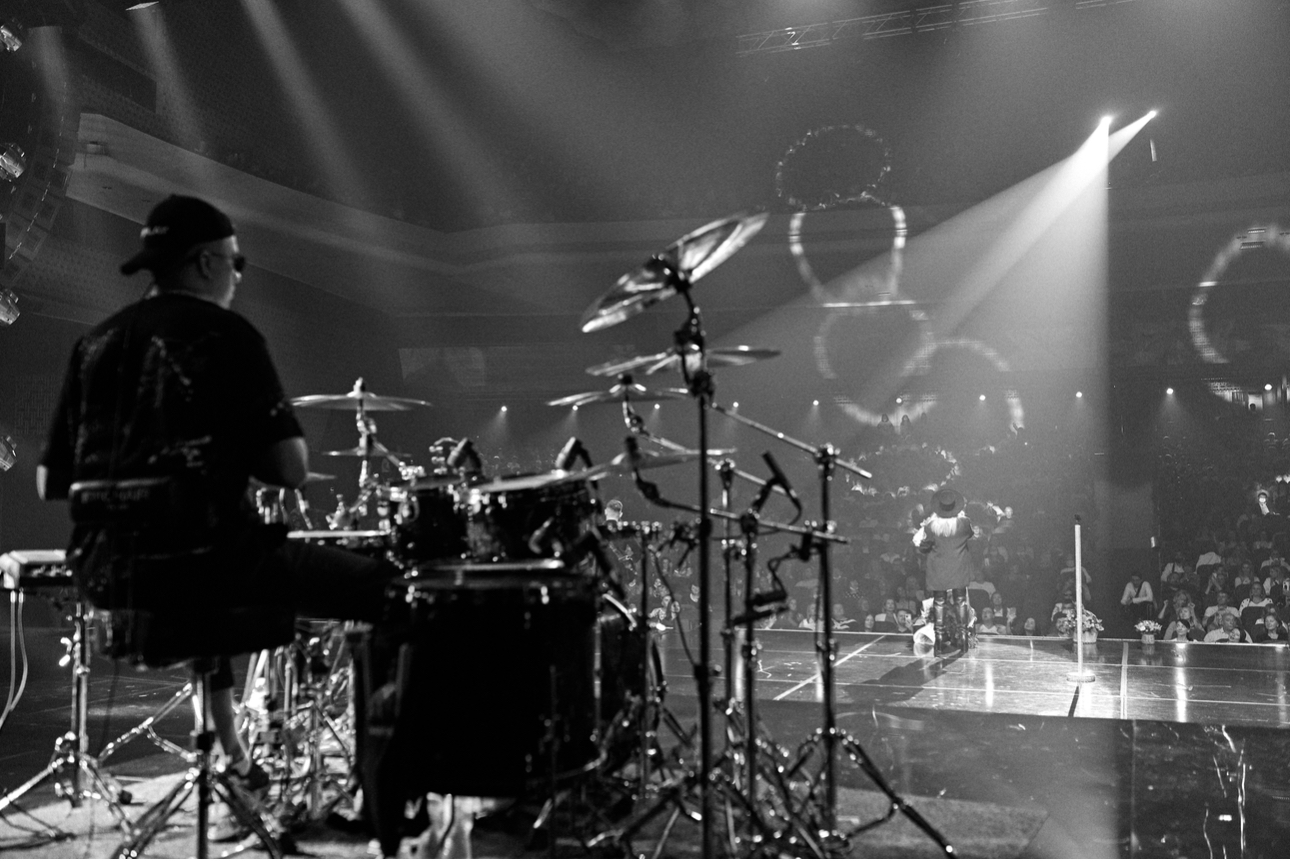
Під часу гастрольного туру Ірини Білик, 2021 рік

У травні 2019 року Юзвик виступає як сесійний барабанщик з артисткою Вєркою Сердючкою на афтепаті Євробачення 2019 у Тель-Авіві (Ізраїль), де на концерті була присутня королева поп-музики Мадонна.
У 2021 році Сергій Юзвик отримав пропозицію приєднатися до складу музичного гурту «ВІА Гра», до якого також увійшли Вадим Пахолюк (бас) та Матвій Монаков (гітара).
У січні 2021 року Юзвик стає світовим ендорсером швейцарської компанії Paiste, яка входить до п'ятірки відомих виробників барабанних тарілок та барабанного обладнання.
Того ж року Сергій Юзвик випускає свій перший сингл «Об одном» як виконавець під псевдонімом Yuzvik, спільно з українською вокалісткою та діджеєм Teya Flow. Також Сергій знайомиться з артистом Gorim!, треки якого вже були в ротації на багатьох радіостанціях України. Починається нова глава кар'єри Юзвика як саундпродюсера, разом з Gorim! вони випускають сингли «Колискову», «Котики на сонці» , «Fireshow».

## Дискографія

### Сингли
- 2021 — Об одном (спільно з Teya Flow)
- 2022 — Колискову (спільно з Gorim!)
- 2023 — В обіймах (спільно з Mark Savin)
- 2024 — Котики на сонці (спільно з Gorim!)
- 2024 — Fireshow (спільно з Gorim!)
- 2024 — Рожé (спільно з Gorim! та MC Rap)[12].

Як сесійний барабанщик:
- 2021 — Валерій Меладзе — Полюбил

### Альбоми
Як сесійний барабанщик:
- 2019 — Лаура Марті — Shine
- 2020 — Ганс Петер Салентін, Євген Уваров, Антон Давидянц, Сергій Юзвик — Pop Agenda
- 2021 — Лаура Марті — Все буде добре
- 2021 — Aryan King — Джульєтта
- 2023 — Ганс Петер Салентін — Everything in between